# 피위의 플레이하우스
《피위의 플레이하우스》(영어: Pee-wee's Playhouse)는 미국의 어린이 텔레비전 프로그램이다.